# Liste des armes de Star Wars
La liste des armes de Star Wars recense les noms et les présentations simplifiées des principales armes de cet univers fictif tout en plaçant le concept d'arme de Star Wars dans son contexte au sein du monde réel.
Star Wars compte un nombre important d'armes. Elles sont issues de sa série de films, mais aussi des très nombreuses déclinaisons de l'univers en séries télévisées, romans, bandes dessinées et jeux vidéo. Elles ont été conçues de diverses manières et pour diverses raisons, et certaines ont un impact culturel considérable, en rejoignant parfois même des éléments scientifiques du monde réel, volontairement ou non. Les armes les plus connues sont les blasters et les sabres laser.

## Univers

Un sabre laser bleu, arme des Jedi et un sabre laser rouge, arme des Sith.

L'univers de Star Wars se déroule dans une galaxie qui est le théâtre d'affrontements entre les Chevaliers Jedi et les Seigneurs noirs des Sith, personnes sensibles à la Force, un champ énergétique mystérieux leur procurant des pouvoirs psychiques. Les Jedi maîtrisent le Côté lumineux de la Force, pouvoir bénéfique et défensif, pour maintenir la paix dans la galaxie. Les Sith utilisent le Côté obscur, pouvoir nuisible et destructeur, pour leurs usages personnels et pour dominer la galaxie.
Depuis le rachat de la société Lucasfilm par The Walt Disney Company, il existe deux univers Star Wars : le « Légendes » et l'« Officiel ». Ils ont pour point commun, les six premiers films et la série télévisée The Clone Wars. L'univers Légendes reprend en plus les histoires complémentaires présentées dans des livres, des bandes dessinées, des téléfilms ou des jeux sortis avant 2014. L'univers Officiel reprend lui, les histoires des films et des autres supports parus depuis 2014,.

## Chronologie

### Chronologie commune
Pour ramener la paix dans la galaxie, une République galactique a été fondée avec pour capitale la planète Coruscant. Mais, elle est secouée par des invasions planétaires (La Menace fantôme), des sécessions et la guerre dite « des clones » (L'Attaque des clones). Pour y mettre fin, la République est remplacée en 19 av. BY par un Empire galactique autoritaire et discriminatoire (La Revanche des Sith). Cette nouvelle entité est dirigée par le Sith Palpatine et son apprenti Dark Vador.
Mais après plusieurs années, la brutalité du régime provoque l'apparition d'une opposition armée : l'Alliance rebelle. Les premières victoires de cette dernière se déroulent lors de la bataille de Scarif, quand les rebelles parviennent à s'emparer des plans de l'Étoile de la mort, l'arme absolue de l'Empire (Rogue One), puis lors de la bataille de Yavin, qui voit la destruction de l'immense station spatiale (Un nouvel espoir). En 3 ap. BY, Dark Vador contre-attaque en détruisant la base principale des rebelles sur la planète Hoth (L'Empire contre-attaque). L'Alliance, bien que dispersée, n'est cependant pas vaincue. Un an plus tard, en 4 ap. BY, l'Alliance remporte une grande victoire en détruisant une seconde station spatiale et en éliminant l'empereur Palpatine et Vador lors de la bataille d'Endor (Le Retour du Jedi).

### Chronologie «Légendes»
En complément aux évènements se déroulant entre 32 av. BY (La Menace fantôme) et 4 ap. BY (Le Retour du Jedi), l'univers « Légendes » développe le passé et le futur de la saga.
Le passé, nommé période de l'« Ancienne République », raconte l'histoire de la création de la République et de l'Ordre Jedi. En 5 000 av. BY les Sith lancent la première guerre galactique qui se termine par leur défaite. Un millénaire plus tard, c'est une organisation militaire, les Mandaloriens qui tente de s'emparer de la galaxie durant un terrible et durable conflit. Bien que victorieuse, la République est exsangue. Elle ne peut alors pas empêcher le retour des Sith et la partition de la galaxie en nombreux royaumes Sith durant une très longue période. Ce n'est qu'en 1 000 av. BY que les Jedi finissent par reprendre le contrôle total de la galaxie. Seul le Sith Dark Bane parvient à échapper aux Jedi. Il instaure alors une règle dans l'ordre Sith selon laquelle il n'y aura plus que deux seigneurs : un maître et son apprenti. En 32 av. BY, son lointain successeur, Dark Sidious, alias le sénateur Palpatine de Naboo, lance une série d'intrigues pour reprendre le contrôle de la galaxie.
Le futur, nommé période de la « Nouvelle République », raconte l'histoire galactique après la mort de l'empereur Palpatine. Le premier évènement est la création d'une Nouvelle République. Celle-ci est alors régulièrement menacée par les attaques des troupes impériales menées par les nombreux successeurs de l'empereur comme la directrice Ysanne Isard, le grand amiral Thrawn et même les clones de l'empereur Palpatine. Parallèlement, les Jedi renaissent de leurs cendres et fondent un Nouvel Ordre Jedi capable de défendre la galaxie notamment face à l'invasion menée en 25 ap. BY par les cruels Yuuzhan Vong ou en 138 ap. BY avec le retour des Sith.

### Chronologie «Officiel»
La nouvelle chronologie « Officiel » revisite certaines périodes déjà abordées par la chronologie « Légendes » notamment le futur dans la période de la « Nouvelle République » où le Premier Ordre, un nouveau régime totalitaire plus ou moins issu de l'Empire galactique s'attaque à la Nouvelle République. Pour s’opposer à cette menace, la princesse Leia Organa, une ancienne dirigeante de l'Alliance rebelle, crée un mouvement paramilitaire dénommé la Résistance. En 34 ap. BY, à l'aide d'une arme surpuissante, le Premier Ordre attaque la Nouvelle République en détruisant sa planète capitale mais la Résistance contre-attaque et envoie ses combattants mettre hors de combat cette arme sur la planète Starkiller (Le Réveil de la Force). Le Premier Ordre se retourne ensuite contre la Résistance et parvient à éliminer l’ensemble de sa flotte et sa principale base opérationnelle (Les Derniers Jedi). Vaincue mais pas annihilée, la Résistance parvient à unifier tous les opposants au Premier Ordre pour une ultime affrontement au dessus de la planète Exegol qui met un terme au régime totalitaire (L'Ascension de Skywalker).

## Concept et création
Plusieurs technologies de Star Wars, notamment les différents types de blasters, reposent principalement sur des objets qui existent réellement, avec quelques légères modifications seulement. Les armes à feu à l'origine des blasters par exemple sont souvent issues de la Seconde Guerre Mondiale,.

## Analyse

### Rapport à l'histoire et à la fiction
Les différents blasters visibles au cours de la saga correspondent[pas clair] à diverses armes à feu réelles. Par exemple, celui d'Han Solo reprend la forme d'un Mauser C96 et celui des stormtroopers est similaire à la mitraillette Sterling 9 mm.
L'arbalète wookiee de Chewbacca évoque l'arc qu'utilise Robin des bois, à la différence près du projectile, qui est un laser dans le cas de l'arbalète wookiee[réf. nécessaire].

### Rapport à la technologie réelle
Selon l'auteur de science-fiction Jeanne Cavelos, certaines armes présentées dans Star Wars sont proches de la réalité actuelle, bien qu'à la sortie des premiers films de la saga elles n'étaient que fictives. Par exemple, le sabre laser semble réalisable de façon cohérente uniquement avec une lame de plasma. La puissance de feu d'un laser tel celui émit par un blaster n'est quant à elle réalisable qu'avec un gros appareil et beaucoup d'énergie, et non avec une petite arme.
Le physicien Rhett Alain analyse un tir de blaster sans parvenir à en déterminer la nature exacte. L'hypothèse du laser est écartée, un laser n'étant pas visible et un calcul de la vitesse d'un projectile de blaster aboutissant au résultat de 34,9 m/s, alors qu'un laser se déplace à la vitesse de la lumière.

## Recensement des technologies
Les armes de Star Wars sont présentées non exhaustivement par ordre alphabétique.
- Haut – A
- B
- C
- D
- E
- F
- G
- H
- I
- J
- K
- L
- M
- N
- O
- P
- Q
- R
- S
- T
- U
- V
- W
- X
- Y
- Z

### A
- L'arbalète laser wookiee est une arme à distance de l'univers « Officiel » et de l'univers « Légendes » présente notamment dans les films La Revanche des Sith, Solo, Un nouvel espoir, L'Empire contre-attaque, Le Retour du Jedi, Le Réveil de la Force, Les Derniers Jedi et L'Ascension de Skywalker. Conception traditionnelle wookiee à Kashyyyk originellement consacrée à la chasse et à la protection contre les prédateurs, elle se compose généralement de bois et de métal et projette des munitions métalliques entourées d'énergie. Elle est équipée d'un système d'armement automatique[b 4],[c 1],[8],[9],[10],[11],[12].
- L'arc énergétique est une arme à distance de l'univers « Officiel » et de l'univers « Légendes » présente notamment dans la série télévisée The Clone Wars. Conçu par les Sœurs de la nuit, il projette des flèches d'un plasma rose vif[b 5].
- L'atlatl gungan est une arme à distance de l'univers « Officiel » et de l'univers « Légendes » présente notamment dans le film La Menace fantôme. Ce propulseur permet aux gungans de lancer les boomas sur de grandes distances. Il peut aussi servir de massue[b 6].

### B
- Le bâton anti-émeute Z6 est une arme de contact de l'univers « Officiel » et de l'univers « Légendes » présente notamment dans le film Le Réveil de la Force. Utilisé par les stormtroopers du Premier Ordre, il génère de l'électricité à l'extrémité. Il doit avant tout intimider, mais peut aussi blesser dangereusement[9],[13],[14],[10].
- La batterie anti-infanterie est une pièce d'infanterie de l'univers « Officiel » et de l'univers « Légendes » présente notamment dans le film L'Empire contre-attaque. Cette structure à emplacement fixe peut détruire des escouades d'infanterie grâce aux salves de tirs qu'elle projette[b 7].
- Le blaster est une arme à distance de l'univers « Officiel » et de l'univers « Légendes » présente notamment dans les films La Menace fantôme, L'Attaque des clones, The Clone Wars, La Revanche des Sith, Solo, Rogue One, Un nouvel espoir, L'Empire contre-attaque, Le Retour du Jedi, Le Réveil de la Force, Les Derniers Jedi et L'Ascension de Skywalker. C'est l'arme la plus répandue de la Galaxie. Le blaster projette des décharges de plasma, mais lentes, visibles et avec peu de précision[15],[16].
- Le blaster automatique E-Web est une pièce d'artillerie de l'univers « Officiel » et de l'univers « Légendes » présente notamment dans le film L'Empire contre-attaque. Ce canon, blaster automatique le plus puissant de l'Empire galactique, est maniable par une équipe de deux soldats. Pour l'utilisation, il est monté sur un trépied[b 8],[9].
- La bombe à électro-protons est une arme à distance de l'univers « Officiel » et de l'univers « Légendes » présente notamment dans la série télévisée The Clone Wars. Développée pendant la guerre des clones, elle est destructrice face à des ennemis électroniques. L'Empire galactique couple ce concept à celui du défoliant pour créer une arme hybride encore plus dévastatrice[17].
- La booma, ou boule d'énergie, est une arme à distance de l'univers « Officiel » et de l'univers « Légendes » présente notamment dans le film La Menace fantôme. Cette boule d'énergie produite par le peuple gungan, qui pour cela puise l'énergie plasmique de la croûte de Naboo. Elle est utilisée soit comme grenade soit au bout d'un bâton[b 9],[c 2],[13],[18],[19].

### C
- Le canon laser anti-véhicules léger est une pièce d'artillerie de l'univers « Officiel » et de l'univers « Légendes » présente notamment dans le film L'Empire contre-attaque. Fonctionnant sur des températures extrêmes, il coûte peu cher et se construit rapidement et facilement[b 10].
- Le canon rotatif Z6 est une arme à distance de l'univers « Officiel » et de l'univers « Légendes » présente notamment dans la série télévisée The Clone Wars. Utilisable par un soldat clone, il peut éliminer de nombreuses unités ennemies[20].
- La charge sismique, ou charge sonique, est une arme à distance de l'univers « Officiel » et de l'univers « Légendes » présente notamment dans le film L'Attaque des clones. Pouvant être larguée dans l'espace, elle libère une onde de choc destructrice, même en champ d'astéroïdes[21],[22],[23].

### D
- Le défoliant est une technologie militaire de l'univers « Officiel » et de l'univers « Légendes » présente notamment dans la série télévisée The Clone Wars. Développé pendant la guerre des clones, il est destructeur face à des ennemis organiques. L'Empire galactique couple ce concept à celui de la bombe à électro-protons pour créer une arme hybride encore plus dévastatrice[17].
- Le désintégrateur de droïdes verpine est une arme à distance de l'univers « Légendes ». Il attaque, à partir de décharges ioniques, les droïdes avec puissance, ce qui en fait l'une des armes les plus efficaces face à ce type d'ennemi[24].
- Le détonateur thermique est une arme à distance de l'univers « Officiel » et de l'univers « Légendes » présente notamment dans le film Le Retour du Jedi. Illégal pour les fins civiles, il a un champ d'action qui atteint les 20 m de portée et jusqu'à une centaine de victimes d'un coup lorsque le baradium contenu à l'intérieur explose après activation de l'arme[b 11],[10],[22],[25].
- Le disrupteur T-7 est une arme à distance de l'univers « Officiel » présente notamment dans la série télévisée Rebels. Létal, il est interdit sous la République galactique, mais l'Empire galactique s'en sert, notamment par les forces de Kallus lors de l'élimination de la rébellion de Lasan[c 3].

### E
- L'électro-bâton, ou bâton électrique, est une arme de contact de l'univers « Officiel » et de l'univers « Légendes » présente notamment dans le film La Revanche des Sith. Cet équipement des MagnaGardes de Grievous est constitué pour intercepter les coups de sabre laser. Chacune des deux extrémités du bâton est un module électromagnétique entouré de vrilles d'énergie[b 12],[9],[10],[23].
- L'électro-fouet zygerrien est une arme de contact de l'univers « Officiel » et de l'univers « Légendes » présente notamment dans les séries télévisées The Clone Wars. Utilisé par les esclavagistes zygerriens, il se compose d'une poignée et d'un câble luisant lorsqu'il est activé[b 13].

### F
- Le fouet des chagrins est une arme à distance de l'univers « Officiel ». Comme un sabre laser, il peut absorber l'énergie. Il peut aussi désactiver des systèmes électroniques ou libérer une décharge énergétique sur un ennemi[26].
- La fronde énergétique est une arme à distance de l'univers « Officiel » présente notamment dans la série télévisée Rebels. Populaire à Troiken, elle comprend un élastique électrique qui sert à projeter des billes d'énergie. Elle désactive les droïdes et systèmes informatiques[b 14],[c 4].
- Le fusil bo lasan, ou AB-75, est une arme polyvalente et une arme à distance de l'univers « Officiel » présente notamment dans la série télévisée Rebels. Réservée à la Garde d'honneur de Lasat, cette arme polyvalente se transforme facilement de fusil à électro-bâton[b 15],[c 5],[19],[25].

### G
- Le gaffi, ou bâton gaderffii, est une arme de contact de l'univers « Officiel » et de l'univers « Légendes » présente notamment dans les films L'Attaque des clones et Un nouvel espoir. Formé par les tusken à partir de cornes de dragon krayt et de matériaux de récupération, notamment des pièces de vaisseaux, ce bâton permet de sa battre de diverses manières[b 16],[d 1],[13].
- Les gants de Boba Fett sont une arme polyvalente de l'univers « Officiel » et de l'univers « Légendes » présente notamment dans les films Un nouvel espoir, L'Empire contre-attaque et Le Retour du Jedi. Boba Fett y inclut un lance-flamme miniature, un laser de poignet, un mini lance-missiles et un fouet extensible[b 17].
- Les gants de Jango Fett sont une arme polyvalente de l'univers « Officiel » et de l'univers « Légendes » présente notamment dans le film L'Attaque des clones. Jango Fett y inclut, outre leur blindage, diverses armes, un lance-dard, un lance-filin, un lance-flamme et des lames[d 2],[20].
- Le générateur d'arc d'impulsion est une pièce d'infanterie de l'univers « Officiel » et de l'univers « Légendes » présente notamment dans la série télévisée Rebels. Il peut cibler des matériaux spécifiques pour éliminer instantanément les porteurs d'armure de ce matériau-ci[17].
- La grenade électromagnétique est une arme à distance de l'univers « Officiel » et de l'univers « Légendes ». Elle permet de désactiver les droïdes proches[c 6].

### H
- La hache gamorréenne est une arme de contact de l'univers « Officiel » et de l'univers « Légendes » présente notamment dans le film Le Retour du Jedi. Cette lame gamorréenne est souvent équipée d'un générateur de vibrations qui la rend plus tranchante. Elle est cependant vulnérable à des armes tels les sabres laser et les blasters[b 18],[13].

### J
- Le jetpack Z-6 est une arme polyvalente de l'univers « Officiel » et de l'univers « Légendes » présente notamment dans les films L'Attaque des clones, Un nouvel espoir, L'Empire contre-attaque et Le Retour du Jedi. Cet équipement, surmonté d'un missile explosif pouvant devenir un grappin, est caractéristique de l'armure d'un Mandalorien, auquel il permet d'atteindre jusqu'à 70 m de haut. Il fournit un avantage stratégique considérable à son utilisateur, mais peut aussi parfois représenter un risque létal[b 19],[c 7],[d 3],[9].

### O
- Les oiseaux siffleurs, ou oiseaux sifflants, sont une arme à distance de l'univers « Officiel » présente dans la série télévisée The Mandalorian. Ce système de missiles miniature peut être utilisé comme attaque surprise, qui projette des armes létales vers les ennemis très précisément[9],[23],[27].

### P
- La pique de Force est une arme de contact de l'univers « Officiel » et de l'univers « Légendes » présente notamment dans les films La Revanche des Sith et Le Retour du Jedi. Utilisé par la Garde rouge de Palpatine, ce bâton est surmonté d'une pointe étourdissante assez puissante pour assommer un wookiee[d 4],[8],[11].
- Les poings de Krrsantan sont une arme de contact de l'univers « Officiel » présente notamment dans la série télévisée Le Livre de Boba Fett. Ces sortes de poings américains que s'est conçus Krrsantan sont surmontés de pointes électrifiées. Ils sont implantés dans les articulations du wookiee[9],[27].

### S
- Le saberdard, ou sabredard, de Kamino est une arme à distance de l'univers « Officiel » et de l'univers « Légendes » présente notamment dans le film L'Attaque des clones. Ce dard très précis typique de Kamino, stabilisé par deux ailerons lorsqu'il est lancé, injecte à l'aide d'une aiguille un poison mortel pour sa cible[b 20],[c 8],[d 5].
- Le sabre laser est une arme de contact de l'univers « Officiel » et de l'univers « Légendes » présente notamment dans les films La Menace fantôme, L'Attaque des clones, The Clone Wars, La Revanche des Sith, Solo, Rogue One, Un nouvel espoir, L'Empire contre-attaque, Le Retour du Jedi, Le Réveil de la Force, Les Derniers Jedi et L'Ascension de Skywalker. Il se compose d'une poignée d'où sort un faisceau de plasma qui peut dévier les tirs de blaster, couper et brûler. Il est alimenté par un cristal lié à son utilisateur grâce à la Force[22],[28],[29],[30],[31],[32].

### T
- Le turbolaser lourd est une technologie militaire de l'univers « Officiel » et de l'univers « Légendes » présente notamment dans les films Rogue One, Un nouvel espoir, L'Empire contre-attaque et Le Retour du Jedi. Ce canon est séparé en quatre sections, de haut en bas : les blasters, les stocks d'énergie, la salle de l'équipe de maintenance et les stations d'artillerie et ordinateurs[b 21].